# Cồn Cát Bắc
Cồn Cát Bắc là một cồn cát thuộc nhóm đảo An Vĩnh, quần đảo Hoàng Sa. Cồn này nằm cách đảo Nam chỉ khoảng 670 m về phía đông nam.
Cồn Cát Bắc là đối tượng tranh chấp giữa Việt Nam, Đài Loan và Trung Quốc. Hiện nay, Trung Quốc đang kiểm soát cồn này.
- Tên gọi: cồn Cát Bắc; tiếng Anh: North Sand; tiếng Trung: 北沙洲; bính âm: Běi shāzhōu, Hán-Việt: Bắc sa châu
- Đặc điểm: cồn Cát Bắc có chiều dài khoảng 190 m, chiều rộng tối đa 80 m, diện tích khoảng 1,4 ha và cao 3 m so với mặt biển.[1]